# LPV Lebensversicherung
Die LPV Lebensversicherung AG mit Sitz in Hilden ist ein deutsches Versicherungsunternehmen, das Versicherungsprodukte für Banken anbietet. 2022 hatte das Unternehmen gebuchte Bruttobeiträge von 684,2 Mio. Euro.

## Geschichte
Das Unternehmen ging 1998 aus einer strategischen Partnerschaft zwischen der Deutschen Postbank und dem HDI Haftpflichtverband der Deutschen Industrie hervor, mit dem Ziel, gemeinsam Versicherungen anzubieten. Zu diesem Zweck wurde im folgenden Jahr die PB Lebensversicherung AG (für Lebensversicherungen) gegründet. Im Jahr 2011 fusionierte die Gesellschaft mit der PBV Lebensversicherung AG (ehem. BHW Lebensversicherung AG).
Nachdem 2022 der Kooperationsvertrag mit der Postbank ausgelaufen war, entfiel das Kürzel PB im Namen, und das Unternehmen benannte sich im Rahmen einer Umstrukturierung Anfang 2023 in LPV Lebensversicherung AG um. Seitdem tritt die LPV Lebensversicherung AG unter der Marke LifeStyle Protection auf. Während die LPV Lebensversicherung AG zuvor ausschließlich mit der Postbank kooperiert hatte, wurde die Zusammenarbeit seit 2023 auf die gesamte Gruppe der Deutschen Bank ausgeweitet.

## Unternehmensstruktur
Unter der Marke LifeStyle Protection zusammengefasst sind die LPV Lebensversicherung AG, die LPV Versicherung AG, die Lifestyle Protection AG sowie die Lifestyle Protection Lebensversicherung AG. Die vier Gesellschaften gehören zum Bereich Bancassurance der HDI Deutschland AG, welche wiederum Teil der Talanx AG ist.